# Jenny Frost
Jenny Frost, właśc. Jennifer Frost (ur. 22 lutego 1978 w Liverpoolu) – brytyjska piosenkarka, prezenterka telewizyjna, była wokalistka zespołów Atomic Kitten i – we wczesnym etapie kariery – Precious.

## Dyskografia

### Albumy studyjne

#### Wydane z Precious
- Precious (2000)

#### Wydane z Atomic Kitten
- Right Now (2000)
- Feels So Good (2002)
- Ladies Night (2003)